# Leucania rufolinea
Leucania rufolinea là một loài bướm đêm trong họ Noctuidae.